# Hüttermühle (Genthin)
Hüttermühle ist ein Ortsteil der Ortschaft Mützel der Stadt Genthin im Landkreis Jerichower Land in Sachsen-Anhalt.

## Geografie
Nördlich von Hüttermühle liegt die ehemalige Kreisstadt Genthin und nordöstlich liegt die Ortschaft Mützel. Das Gebiet von Hüttermühle ist der südwestlichste Ausläufer des Fiener Bruchs. Die Bundesstraße 107 von Genthin nach Ziesar verläuft quer durch die Ortslage. Ausgedehnte Wälder umgeben den kleinen Ort.

## Geschichte
Mit der Eingemeindung von Mützel wurde auch Hüttermühle ein Teil der Stadt Genthin.
Das Hotel, welches direkt an der B 107 liegt, ist seit 2013 nach einem Buttersäureanschlag nicht mehr bewohnbar.

## Quelle
- Ortschaften mit Ortsteile der Stadt Genthin, abgerufen am 26. Juni 2017